# Amauta
Az Amauta a lepkék (Lepidoptera) rendjébe, a valódi lepkék (Glossata) alrendjébe és a Castniidae családba tartozó Castniinae alcsalád egyik neme.

## Rendszerezés
A nembe az alábbi fajok tartoznak:
- Amauta ambatensis
- Amauta cacica
- Amauta hodeei
- Amauta papilionaris